# 婉容故居
39°56′11″N 116°23′58″E / 39.936475°N 116.399335°E
婉容故居，位于北京市东城区帽儿胡同35、37号，是清朝末代皇帝溥仪的皇后婉容婚前的住所。

## 历史
该宅园为婉容的曾祖父长顺所建。长顺官至驻防将军，从一品，但其宅第仅为一所较大的普通宅院。婉容婚前和父亲荣源、母亲恒馨及兄、弟等人在此共同居住。婉容被册封为皇后之后，婉容的父亲荣源即授内务府大臣，并获封三等承恩公，此宅遂升格为承恩公府。但当时的皇室已财力匮乏，仅能略加改葺。20世纪末至21世纪初，府门改为三间住房，西侧原来倒座房处开两个小门，一为37号，一为35号，院中可相通之处已经被封堵，形成两个院落。帽儿胡同37号现为某单位宿舍，帽儿胡同35号为办公用房。两宅院共同作为“旧宅园”被列为北京市文物保护单位。
帽儿胡同37号的产权单位是中华人民共和国商务部，21世纪初委托北京首华建设经营有限公司管理。由于商务部长期拒不出资维修，帽儿胡同37号的古建筑十分残破。北京首华建设经营有限公司始终用“以租养房”的模式进行管理。

## 建筑
婉容故居由东、西两路组成。西路是居住区，由四进院落组成；东路是一小型私家园林，由三进院落组成。两路原来共用东侧清朝宣统年间改建成的三间大门。婉容获册封为皇后之后，此处便成为皇后潜邸，按照清朝规制将府门以及前院扩大。
- 府门：宣统年间改建之后的府门，面阔三间，筒瓦过垄脊，中间开门，左右两次间是坎墙格扇窗。门前设有一对上马石。
- 影壁：府门内设有一字形大影壁，原来左右各设有四扇屏门，进入西屏门即进入西路院。
- 西路院（37号院）：西路院的建筑都是硬山合瓦顶，清水脊，为北京官宦民居的通常做法。
  - 第一进院：进入西屏门之后，便为第一进院，院内南侧有南倒座房七间。
  - 第二进院：第一进院北侧为一殿一卷垂花门，带抄手游廊，向北围合而成第二进院。抄手游廊东侧有屏门通往花园，游廊西侧有屏门通向后院夹道。第二进院北侧为带有东西耳房的三间穿堂房。
  - 第三进院：穿堂房以北为第三进院，即正房院。院内有正房五间，前后出廊，左右各带有一间耳房。东西配房各三间，都带有前廊。正房的室内装修十分精美，房顶井口天花，明间有一槽栖凤牡丹落地花罩，西次间有一槽七扇椭圆形玻璃镜屏，西稍间北壁镶有整面水银玻璃镜，东次间、东稍间有碧纱橱，是普通民居罕见的。
  - 第四进院：经过第三进院正房东耳房外的过道，可进入第四进院。第四进院有后罩房七间，带前廊，屋面已经翻建。
- 东路院（35号院）：
  - 第一进院：进入府门之后，过第一进院子西北侧的月亮门，便是东路院。
  - 第二进院：月亮门内是第二进院，为园林式。月亮门不在西路院的中轴线上，所以形成了曲折的路线，须绕假山，穿山洞，才能见到山石树木掩映中的三间正房。正房面阔三间，双卷勾连搭，前出廊，合瓦硬山清水脊，室内设碧纱橱、玻璃镜等等内檐装修。正房两侧各有一条游廊，自两翼前伸，半包围前庭院，游廊各间内侧的墙上带有什锦窗，外侧带有倒挂楣子以及坐凳栏杆。游廊一直向北延伸至后院与后罩房连接。
  - 第三进院：据老人讲，第三进院内原来也有假山和水池，东侧还有家祠。如今第三进院仅剩下正北的三间后罩房以及两侧的平台廊子。[1]